# Han-Noah Massengo
Han-Noah Massengo, född 7 juli 2001, är en fransk fotbollsspelare som spelar för Auxerre, på lån från Burnley.

## Karriär
Den 5 augusti 2019 värvades Massengo av Bristol City, där han skrev på ett fyraårskontrakt. Den 30 januari 2023 lånades Massengo ut till franska Auxerre på ett låneavtal över resten av säsongen 2022/2023.
Den 31 augusti 2023 värvades Massengo av Burnley, där han skrev på ett fyraårskontrakt. Den 7 januari 2025 lånades Massengo ut till Auxerre på ett låneavtal över resten av säsongen.